# パズラー
パズラーは、1983年11月25日に創刊された日本の総合パズル雑誌である。発行は株式会社世界文化社。2000年4月号を以て休刊となる。パズル通信ニコリと並び、日本におけるパズル雑誌の草分け的存在である。
創刊当初はアメリカの『GAMES』誌と提携していた。総合パズル誌の名の通り、クロスワードパズルやナンクロ、スケルトンといった単語を使ったパズルから覆面算、お絵かきロジック、ナンバープレース、推理パズル、アルファベットコネクション、バトルシップなどの数字や記号を用いたものまで、幅広い種類のパズルを掲載していた。また、読者投稿コーナーの「パズル激作塾」からは多くのパズル作家も輩出した。
雑誌の方向性として、パズル通信ニコリと異なり難度の高さを重視する面があり、ニコリでは敬遠される試行錯誤や、サムクロス（ニコリにおけるカックロ）での計算の積極的な利用などを推し進めた問題を掲載していた。これは現在発行されている世界文化社のパズル本でも共通している。